# Zavala County
Zavala County är ett administrativt område i delstaten Texas, USA. År 2010 hade countyt 11 677 invånare (2010). Den administrativa huvudorten (county seat) är Crystal City. 

## Geografi
Enligt United States Census Bureau har countyt en total area på 3 372 km². 3 362 km² av den arean är land och 8 km² är vatten.  

### Angränsande countyn
- Uvalde County - nord
- Frio County - öst
- Dimmit County - syd
- Maverick County - väst